# Nati nel 1845
| Questa pagina contiene informazioni ricavate automaticamente dalle voci biografiche con l'ausilio del template Bio e di un bot. L'aggiornamento è periodico e automatico e ricostruisce completamente la pagina. Se manca una persona in questa lista, sei pregato di non aggiungerla, ma accertati piuttosto che la sua voce biografica contenga il template Bio e che i dati anagrafici siano correttamente compilati. Se il template Bio manca, inseriscilo tu stesso o, in alternativa, metti l'avviso {{tmp\|Bio}} che ne segnala la mancanza. Se i dati riportati sono sbagliati, correggi direttamente la voce biografica; le modifiche saranno visibili in questa lista entro pochi giorni. Per chiarimenti vedi il progetto biografie. La lista contiene solo le 453 persone che sono citate nell'enciclopedia e per le quali è stato implementato correttamente il template Bio. Pagina aggiornata al 18 ago 2025. |

## Gennaio(26)
- 2 gennaio - Rodolfo Lanciani, archeologo e ingegnere italiano († 1929)
- 2 gennaio - Oskar Simon, dermatologo tedesco († 1882)
- 4 gennaio - Eugenia Ravasco, religiosa italiana († 1900)
- 6 gennaio - Vladimir Nikolaevič Lamsdorf, politico e diplomatico russo († 1907)
- 7 gennaio - Paul Deussen, indologo e filosofo tedesco († 1919)
- 7 gennaio - Ludovico III di Baviera, re († 1921)
- 8 gennaio - Gyula Fényi, gesuita e astronomo ungherese († 1927)
- 10 gennaio - Alexander Burgener, alpinista svizzero († 1910)
- 10 gennaio - Louis-Denis Chalain, operaio francese
- 11 gennaio - Albert Victor Bäcklund, matematico svedese († 1922)
- 13 gennaio - Félix Tisserand, astronomo francese († 1896)
- 14 gennaio - Henry Petty-Fitzmaurice, V marchese di Lansdowne, politico britannico († 1927)
- 17 gennaio - Manuel Lisandro Barillas Bercián, politico guatemalteco († 1907)
- 17 gennaio - Fabio Besta, economista italiano († 1922)
- 17 gennaio - Antonio Castagneri, alpinista italiano († 1890)
- 21 gennaio - Harriet Backer, pittrice norvegese († 1932)
- 22 gennaio - Sofus Arctander, politico norvegese († 1924)
- 22 gennaio - Paul Vidal de la Blache, geografo francese († 1918)
- 23 gennaio - Tommaso Cambray-Digny, politico italiano († 1901)
- 25 gennaio - Alfonso Guerra, ingegnere e architetto italiano († 1920)
- 25 gennaio - German Aleksandrovič Lopatin, scrittore e rivoluzionario russo († 1918)
- 26 gennaio - Lazzaro Donati, banchiere italiano († 1932)
- 29 gennaio - Carl Heinrich Florenz Müller, imprenditore tedesco († 1912)
- 29 gennaio - Alfred Nehring, zoologo e paleontologo tedesco († 1904)
- 30 gennaio - José Domingo de Obaldía, politico panamense († 1910)
- 31 gennaio - Alexis Hagron, generale francese († 1909)

## Febbraio(38)
- 2 febbraio - Urbano Rattazzi, giurista italiano († 1911)
- 2 febbraio - William White, progettista britannico († 1913)
- 2 febbraio - Huyshe Yeatman-Biggs, vescovo anglicano britannico († 1922)
- 3 febbraio - George Bridgeman, IV conte di Bradford, nobile e ufficiale inglese († 1915)
- 3 febbraio - Anatolij Aleksandrovič Kurakin, politico russo († 1936)
- 3 febbraio - Leopoldo Prato, militare italiano († 1896)
- 4 febbraio - Giovanni Camerana, poeta, critico d'arte e magistrato italiano († 1905)
- 5 febbraio - Gennaro Abbagnara, pittore italiano († 1914)
- 6 febbraio - Raffaele Patrone, scultore italiano
- 6 febbraio - Isidor Straus, imprenditore e politico tedesco († 1912)
- 7 febbraio - Louis Alexander Fagan, storico dell'arte, incisore e scrittore italiano († 1903)
- 7 febbraio - Raffaello Ojetti, architetto italiano († 1924)
- 7 febbraio - Yaakov Dovid Wilovsky, rabbino e insegnante russo († 1913)
- 8 febbraio - Francis Ysidro Edgeworth, matematico e economista britannico († 1926)
- 8 febbraio - Emil Sax, economista austriaco († 1927)
- 8 febbraio - Anton Weichselbaum, patologo e batteriologo austriaco († 1920)
- 9 febbraio - Stefano Cavazzutti, medico e etnologo italiano († 1924)
- 9 febbraio - Ludwig Forrer, politico svizzero († 1921)
- 9 febbraio - Adrien Étienne Gaudez, scultore francese († 1902)
- 11 febbraio - Ahmed Tevfik Pascià, politico ottomano († 1936)
- 12 febbraio - Wilhelm H. Roscher, filologo classico tedesco († 1923)
- 13 febbraio - Oswald Lohse, astronomo tedesco († 1915)
- 13 febbraio - William James Topley, fotografo canadese († 1930)
- 14 febbraio - Cecil De Vere, scacchista scozzese († 1875)
- 14 febbraio - Friedrich Wilhelm Zahn, patologo tedesco († 1904)
- 15 febbraio - Elihu Root, politico statunitense († 1937)
- 16 febbraio - Maria Bonfanti, ballerina italiana († 1921)
- 16 febbraio - François-Virgile Dubillard, cardinale e arcivescovo cattolico francese († 1914)
- 17 febbraio - Antonia di Braganza, principessa portoghese († 1913)
- 17 febbraio - Ernesto Padova, matematico e fisico italiano († 1896)
- 17 febbraio - Pilotell, disegnatore francese († 1918)
- 19 febbraio - Fëdor Ivanovič Uspenskij, bizantinista russo († 1928)
- 20 febbraio - Rosalind Howard, nobildonna e attivista inglese († 1921)
- 22 febbraio - Teresita Garibaldi, italiana († 1903)
- 22 febbraio - Karl Wilhelm Valentiner, astronomo tedesco († 1931)
- 23 febbraio - Alfonso del Brasile, principe brasiliano († 1847)
- 25 febbraio - George Reid, politico britannico († 1918)
- 26 febbraio - Berardo Candida Gonzaga, nobile, storico e genealogista italiano († 1920)

## Marzo(33)
- 3 marzo - Georg Cantor, matematico tedesco († 1918)
- 4 marzo - Ottorino Pianigiani, politico e lessicografo italiano († 1926)
- 7 marzo - Edward Lloyd, tenore inglese († 1927)
- 7 marzo - Daniel David Palmer, pseudoscienziato canadese († 1913)
- 7 marzo - Giuseppe Toniolo, economista e sociologo italiano († 1918)
- 9 marzo - Vincenzo Grossi, presbitero italiano († 1917)
- 9 marzo - Charles James Lyall, funzionario britannico († 1920)
- 9 marzo - Wilhelm Friedrich Philipp Pfeffer, botanico tedesco († 1920)
- 10 marzo - Alessandro III di Russia, sovrano russo († 1894)
- 12 marzo - William Douglas-Hamilton, XII duca di Hamilton, nobile scozzese († 1895)
- 12 marzo - Blanche Whiffen, attrice teatrale inglese († 1936)
- 13 marzo - Jan Niecisław Baudouin de Courtenay, linguista polacco († 1929)
- 13 marzo - Nikolaj Apollonovič Beleljubskij, ingegnere e scienziato russo († 1922)
- 15 marzo - Thomas Custer, militare statunitense († 1876)
- 15 marzo - Sofia di Sassonia, principessa tedesca († 1867)
- 16 marzo - Giuseppe Jung, matematico italiano († 1926)
- 16 marzo - Gustav Zorn, pittore austriaco († 1893)
- 19 marzo - Ramón Allende Padin, medico e politico cileno († 1884)
- 19 marzo - José Pedro Varela, sociologo, giornalista e politico uruguaiano († 1879)
- 19 marzo - Karl Weigert, patologo tedesco († 1904)
- 20 marzo - Quinto Cenni, pittore e illustratore italiano († 1917)
- 20 marzo - William Richard Gowers, neurologo e pediatra inglese († 1915)
- 20 marzo - Victor Child Villiers, VII conte di Jersey, nobile e politico inglese († 1915)
- 21 marzo - Raffaello Gestro, naturalista e entomologo italiano († 1936)
- 22 marzo - Pietro Pajetta, pittore italiano († 1911)
- 23 marzo - George Peckham, aracnologo, entomologo e naturalista statunitense († 1914)
- 25 marzo - Ettore Ferrari, scultore e politico italiano († 1929)
- 26 marzo - Paul Burani, librettista, attore teatrale e giornalista francese († 1901)
- 26 marzo - Emanuel Kayser, geologo e paleontologo tedesco († 1927)
- 27 marzo - Antonio Argenti, scultore italiano († 1916)
- 27 marzo - Gisèle d'Estoc, scrittrice, giornalista e pittrice francese († 1894)
- 27 marzo - Wilhelm Conrad Röntgen, fisico tedesco († 1923)
- 30 marzo - Federico Tonetti, storico italiano († 1911)

## Aprile(35)
- 1º aprile - Eugenia Maximilianovna di Leuchtenberg, nobile († 1925)
- 1º aprile - Wilhelm Meyer, filologo classico e latinista tedesco († 1917)
- 5 aprile - Friedrich Merkel, anatomista e patologo tedesco († 1919)
- 7 aprile - Eduard Formánek, botanico slovacco († 1900)
- 7 aprile - Rogier Verbeek, geologo e paleontologo olandese († 1926)
- 8 aprile - Luigi Brugnara, avvocato e politico italiano († 1909)
- 10 aprile - Giuseppe Lais, presbitero e astronomo italiano († 1921)
- 11 aprile - Johann Berger, scacchista, compositore di scacchi e editore austriaco († 1933)
- 12 aprile - Gustaf Cederström, pittore svedese († 1933)
- 13 aprile - Robert Braune, compositore di scacchi austriaco († 1924)
- 13 aprile - Alfred Tobler, cantante, scrittore e religioso svizzero († 1923)
- 15 aprile - Teresina Brambilla, soprano italiano († 1921)
- 15 aprile - Giacomo Trabucco, geologo, cartografo e paleontologo italiano († 1924)
- 16 aprile - Friedrich Hirth, sinologo tedesco († 1927)
- 17 aprile - Tancredi Luigi Beria d'Argentine, avvocato e politico italiano († 1931)
- 18 aprile - Giovanni Battista Flapp, vescovo cattolico italiano († 1912)
- 18 aprile - Erasmo Piaggio, imprenditore, armatore e banchiere italiano († 1932)
- 19 aprile - Michail Nikolaevič Murav'ëv, politico e diplomatico russo († 1900)
- 20 aprile - Pietro Barucci, pittore italiano († 1917)
- 22 aprile - Carlo Caneva, generale italiano († 1922)
- 22 aprile - Izidor Kršnjavi, pittore, storico dell'arte e politico croato († 1927)
- 23 aprile - Pier Andrea Saccardo, botanico e micologo italiano († 1920)
- 23 aprile - Luigi Donato Ventura, scrittore italiano († 1912)
- 24 aprile - Carl Spitteler, poeta, critico letterario e insegnante svizzero († 1924)
- 26 aprile - Roberto Biscaretti di Ruffia, imprenditore e politico italiano († 1940)
- 26 aprile - Girolamo Davado, religioso italiano († 1900)
- 27 aprile - Pietro Capaldo, politico italiano († 1925)
- 27 aprile - Douglas William Freshfield, alpinista inglese († 1934)
- 27 aprile - Friedrich von Hefner-Alteneck, ingegnere tedesco († 1904)
- 27 aprile - Damiano Macaluso, fisico italiano († 1932)
- 27 aprile - Antonio Sogliuzzo, militare e marinaio italiano († 1927)
- 29 aprile - Émile Bergerat, saggista, critico teatrale e drammaturgo francese († 1923)
- 30 aprile - Carlo Compans de Brichanteau, politico e dirigente sportivo italiano († 1925)
- 30 aprile - William H. Crane, attore statunitense († 1928)
- 30 aprile - Joaquim Pedro de Oliveira Martins, politico, storico e filosofo portoghese († 1894)

## Maggio(28)
- 1º maggio - Lawson Tait, medico britannico († 1899)
- 2 maggio - Ladislaus Hengelmüller von Hengervár, diplomatico e nobile austriaco († 1917)
- 3 maggio - Pietro Barilla, imprenditore italiano († 1912)
- 3 maggio - Jan Čerskij, paleontologo, geografo e geologo polacco († 1892)
- 4 maggio - William Kingdon Clifford, matematico e filosofo britannico († 1879)
- 5 maggio - Pavel Pavlovič Korf, nobile russo († 1935)
- 5 maggio - John Macmillan Brown, scrittore britannico († 1935)
- 6 maggio - Michele Marcucci, pittore italiano († 1926)
- 7 maggio - Josef Victor Rohon, paleontologo e anatomista tedesco († 1923)
- 9 maggio - Gustaf de Laval, ingegnere, inventore e imprenditore svedese († 1913)
- 11 maggio - Ettore Roesler Franz, pittore italiano († 1907)
- 12 maggio - Henri Brocard, matematico francese († 1922)
- 12 maggio - Gabriel Fauré, compositore e organista francese († 1924)
- 15 maggio - Antonio Fratti, patriota, politico e avvocato italiano († 1897)
- 16 maggio - Il'ja Il'ič Mečnikov, biologo e immunologo ucraino († 1916)
- 17 maggio - Jacint Verdaguer, poeta spagnolo († 1902)
- 18 maggio - Wilhelm Gericke, direttore d'orchestra austriaco († 1925)
- 19 maggio - Max Lehmann, educatore e storico tedesco († 1929)
- 20 maggio - Johan Henrik Deuntzer, politico danese († 1918)
- 20 maggio - Hermann Emminghaus, psichiatra tedesco († 1904)
- 24 maggio - Madeleine Lemaire, pittrice francese († 1928)
- 27 maggio - Ignazio Boncompagni Ludovisi, politico italiano († 1913)
- 28 maggio - Peter Christophersen, imprenditore e diplomatico norvegese († 1930)
- 30 maggio - Amedeo I di Spagna, sovrano († 1890)
- 30 maggio - Anna Vertua Gentile, scrittrice italiana († 1926)
- 31 maggio - Luigi Bay, patriota e militare italiano († 1934)
- 31 maggio - Camillo Bozzolo, patologo e politico italiano († 1920)
- 31 maggio - Candida Maria di Gesù, religiosa spagnola († 1912)

## Giugno(28)
- 1º giugno - Lio Gangeri, scultore italiano († 1913)
- 1º giugno - Luigi Alessandro Michelangeli, filologo classico, traduttore e grecista italiano († 1922)
- 2 giugno - Arthur MacArthur, generale e politico statunitense († 1912)
- 3 giugno - Luigi Mochi, politico italiano († 1906)
- 4 giugno - Žemaitė, scrittrice lituana († 1921)
- 5 giugno - Hermann von Barth, alpinista, avvocato e geologo tedesco († 1876)
- 6 giugno - Paolo Albera, presbitero e educatore italiano († 1921)
- 7 giugno - Lipót Auer, violinista e compositore ungherese († 1930)
- 10 giugno - Jean-Joseph Benjamin-Constant, pittore e incisore francese († 1902)
- 10 giugno - Federico Fliedner, teologo tedesco († 1901)
- 11 giugno - Eugène Müntz, storico dell'arte francese († 1902)
- 12 giugno - Otto Krisch, esploratore austriaco († 1874)
- 13 giugno - Federigo Bobini, brigante e assassino italiano († 1871)
- 13 giugno - Enrico Giglioli, zoologo e antropologo italiano († 1909)
- 14 giugno - Antonio Maceo Grajales, generale e politico cubano († 1896)
- 15 giugno - Emil Tietze, geologo austriaco († 1931)
- 16 giugno - Heinrich Dressel, archeologo, numismatico e epigrafista tedesco († 1920)
- 17 giugno - François-Adolphe Grison, pittore francese († 1914)
- 18 giugno - Charles Louis Alphonse Laveran, medico francese († 1922)
- 18 giugno - Gustav Storm, storico norvegese († 1903)
- 21 giugno - Giuseppe Carle, filosofo italiano († 1917)
- 22 giugno - Richard Seddon, politico neozelandese († 1906)
- 25 giugno - Georges Nagelmackers, imprenditore belga († 1905)
- 26 giugno - Lodovico Biagi, letterato e linguista italiano († 1900)
- 28 giugno - Maria Gasparina di Sassonia-Altenburg, principessa tedesca († 1930)
- 30 giugno - Italo Campanini, tenore italiano († 1896)
- 30 giugno - Juan Bautista Gaona, politico paraguaiano († 1932)
- 30 giugno - Luigi Venosta, funzionario e politico italiano († 1926)

## Luglio(36)
- 1º luglio - Eugenio Figoli des Geneys, imprenditore e politico italiano († 1937)
- 3 luglio - Fëdor Vasil'evič Dubasov, ammiraglio russo († 1912)
- 3 luglio - Victor Leydet, politico francese († 1908)
- 4 luglio - Thomas John Barnardo, filantropo irlandese († 1905)
- 4 luglio - Pál Szinyei Merse, pittore e politico ungherese († 1920)
- 5 luglio - Barsanufio di Optina, religioso russo († 1913)
- 5 luglio - Wilhelm Blasius, ornitologo tedesco († 1912)
- 5 luglio - Filomeno Mata, giornalista, rivoluzionario e anarchico messicano († 1911)
- 5 luglio - Ede Pallavicini, nobile, imprenditore e politico ungherese († 1914)
- 6 luglio - Ponziano Loverini, pittore italiano († 1929)
- 6 luglio - Ángela Peralta, soprano, compositrice e pianista messicana († 1883)
- 8 luglio - Adriano De Cupis, magistrato e funzionario italiano († 1930)
- 8 luglio - Francesca Gambacorta Magliani, pittrice italiana († 1910)
- 9 luglio - Luigi Bottazzo, organista e compositore italiano († 1924)
- 9 luglio - George Darwin, astronomo e matematico britannico († 1912)
- 9 luglio - Gilbert Elliot-Murray-Kynynmound, IV conte di Minto, nobile, militare e politico inglese († 1914)
- 10 luglio - Carl Frederik Bricka, storico e archivista danese († 1903)
- 10 luglio - Gaetano Capone, pittore italiano († 1924)
- 10 luglio - Dolors Monserdà i Vidal, poetessa e scrittrice spagnola († 1919)
- 13 luglio - Carlo Leone Reynaudi, militare e politico italiano († 1926)
- 15 luglio - Maria Teresa d'Asburgo-Teschen, nobildonna austriaca († 1927)
- 17 luglio - Carlo Agnoletti, presbitero e storico italiano († 1913)
- 18 luglio - Tristan Corbière, poeta francese († 1875)
- 18 luglio - Luigi Maria Alfonso di Borbone Due Sicilie, nobile († 1909)
- 19 luglio - Cesare Bertolla, pittore italiano († 1920)
- 19 luglio - Bortolo Foratti, avvocato, imprenditore e politico italiano († 1911)
- 19 luglio - Lorenzo Tiepolo, avvocato e politico italiano († 1913)
- 20 luglio - Eduard Sachau, orientalista tedesco († 1930)
- 23 luglio - Hermann Fol, zoologo svizzero († 1892)
- 23 luglio - Margaret Louisa Vanderbilt, filantropa statunitense († 1924)
- 24 luglio - Jean Camille Formigé, architetto francese († 1926)
- 25 luglio - Elizaveta Andreevna Šuvalova, nobildonna russa († 1924)
- 26 luglio - Franjo Marković, scrittore, drammaturgo e filosofo croato († 1914)
- 28 luglio - Davide Besso, matematico italiano († 1906)
- 28 luglio - Émile Boutroux, filosofo francese († 1921)
- 28 luglio - William Carington, politico e ufficiale inglese († 1914)

## Agosto(39)
- 2 agosto - Ronald Gower, scultore, scrittore e politico britannico († 1916)
- 6 agosto - John Campbell, IX duca Argyll, militare e politico britannico († 1914)
- 6 agosto - Achille D'Orsi, scultore italiano († 1929)
- 6 agosto - Myrtle Fillmore, religiosa statunitense († 1931)
- 8 agosto - William Barlow, mineralogista inglese († 1934)
- 8 agosto - Luigi Augusto di Sassonia-Coburgo-Koháry, principe († 1907)
- 9 agosto - André Bessette, religioso canadese († 1937)
- 9 agosto - Ugo Pisa, politico e diplomatico italiano († 1910)
- 10 agosto - Abaj Kunanbaev, poeta kazako († 1904)
- 10 agosto - Moritz Litten, medico tedesco († 1907)
- 10 agosto - Francesco Vinea, pittore italiano († 1902)
- 13 agosto - Eugène Vermersch, poeta e giornalista francese († 1878)
- 15 agosto - Achille Borella, politico e avvocato svizzero († 1922)
- 15 agosto - Walter Crane, pittore e illustratore inglese († 1915)
- 16 agosto - Wollert Konow, politico norvegese († 1924)
- 16 agosto - Gabriel Lippmann, fisico francese († 1921)
- 17 agosto - Marcolino del Carmelo Benavente, vescovo cattolico argentino († 1910)
- 17 agosto - Agatino Perrotta, poeta e scrittore italiano († 1921)
- 18 agosto - Giuseppe Bagatti Valsecchi, architetto e avvocato italiano († 1934)
- 18 agosto - Napoleone Bertoglio Pisani, scrittore, storico e archeologo italiano († 1912)
- 19 agosto - Edmond James de Rothschild, banchiere francese († 1934)
- 20 agosto - Alberto Chmielowski, religioso polacco († 1916)
- 21 agosto - Gustavo Bianchi, esploratore italiano († 1884)
- 21 agosto - William Healey Dall, naturalista e paleontologo statunitense († 1927)
- 21 agosto - Andreas Frühwirth, cardinale e arcivescovo cattolico austriaco († 1933)
- 22 agosto - André-Joseph Allar, scultore francese († 1926)
- 22 agosto - Guglielmo di Wied, principe tedesco († 1907)
- 24 agosto - Napoleone Caix, filologo italiano († 1882)
- 24 agosto - James Calhoun, militare statunitense († 1876)
- 25 agosto - Luigi Del Moro, architetto italiano († 1897)
- 25 agosto - Juan Bautista Egusquiza, militare e politico paraguaiano († 1902)
- 25 agosto - Judith Gautier, scrittrice francese († 1917)
- 25 agosto - Ludovico II di Baviera, re tedesco († 1886)
- 26 agosto - Mary Ann Nichols, britannica († 1888)
- 27 agosto - Ödön Lechner, architetto ungherese († 1914)
- 28 agosto - Friedrich Fromhold Martens, diplomatico e giurista estone († 1909)
- 29 agosto - Gonville Bromhead, militare britannico († 1891)
- 29 agosto - Agostino Paci, medico, chirurgo e scienziato italiano († 1902)
- 31 agosto - Camille Ournac, politico francese († 1925)

## Settembre(33)
- 1º settembre - Paul Methuen, III barone Methuen, nobile e generale britannico († 1932)
- 2 settembre - Saverio Fausto De Dominicis, pedagogista italiano († 1930)
- 5 settembre - Maria Maddalena Starace, religiosa italiana († 1921)
- 9 settembre - Ignác Acsády, storico ungherese († 1906)
- 11 settembre - Émile Baudot, ingegnere francese († 1903)
- 11 settembre - Ludovico Gioja, diplomatico italiano († 1924)
- 11 settembre - Felice Tocco, filosofo e storico della filosofia italiano († 1911)
- 12 settembre - Pasquale Grippo, politico italiano († 1933)
- 12 settembre - Frank Mason Robinson, statunitense († 1923)
- 14 settembre - Charles Oberthür, entomologo francese († 1924)
- 14 settembre - Giovanni Piancastelli, pittore italiano († 1926)
- 14 settembre - Otto Georg Wetterstrand, psichiatra svedese († 1907)
- 15 settembre - Andreas Reischek, ornitologo e naturalista austriaco († 1902)
- 16 settembre - Matti Haapoja, serial killer finlandese († 1895)
- 16 settembre - Simon Telkes, scrittore, statistico e attivista ungherese († 1932)
- 17 settembre - Antigono Raggi, psichiatra italiano († 1909)
- 18 settembre - Hermann Bollé, architetto tedesco († 1926)
- 18 settembre - Gustave Emile Chauffourier, fotografo francese († 1919)
- 18 settembre - Rafael Hertzberg, scrittore, traduttore e storico finlandese († 1896)
- 19 settembre - Leonardo Luigi Banzi, pittore e ceramista italiano († 1914)
- 19 settembre - Michele Magone, italiano († 1859)
- 21 settembre - August Wilhelmj, violinista tedesco († 1908)
- 21 settembre - Ernesto Augusto di Hannover, nobile tedesco († 1923)
- 22 settembre - Hartmann Grisar, religioso e storico tedesco († 1932)
- 24 settembre - Nikolai Anderson, linguista e filologo tedesco († 1905)
- 24 settembre - Giuseppe Ferraro, filologo italiano († 1907)
- 24 settembre - Caterina Pigorini Beri, scrittrice italiana († 1924)
- 24 settembre - Albert E. Rice, politico statunitense († 1921)
- 24 settembre - Aristide Staderini, imprenditore e inventore italiano († 1921)
- 25 settembre - Laura Zanon Paladini, attrice teatrale italiana († 1919)
- 26 settembre - Laura Marx, tedesca († 1911)
- 27 settembre - Aureliano de Beruete, pittore spagnolo († 1912)
- 30 settembre - Donato Velluti Zati di San Clemente, arcivescovo cattolico italiano († 1927)

## Ottobre(37)
- 1º ottobre - Hermann Aron, fisico tedesco († 1913)
- 1º ottobre - William Christie, astronomo inglese († 1922)
- 1º ottobre - Benedetto Civiletti, scultore italiano († 1899)
- 1º ottobre - Adolf Oberländer, pittore e disegnatore tedesco († 1923)
- 3 ottobre - František Richard Osvald, letterato e presbitero slovacco († 1926)
- 4 ottobre - Olindo Guerrini, poeta, scrittore e gastronomo italiano († 1916)
- 5 ottobre - Ernesto Nathan, politico italiano († 1921)
- 6 ottobre - Hans Kundrat, patologo austriaco († 1893)
- 7 ottobre - Edith Pechey, attivista e medico britannica († 1908)
- 9 ottobre - Erwin Rohde, filologo classico tedesco († 1898)
- 11 ottobre - Gennaro Portanova, cardinale e arcivescovo cattolico italiano († 1908)
- 12 ottobre - Amintore Galli, musicologo, giornalista e compositore italiano († 1919)
- 14 ottobre - Mariano de Jesús Euse Hoyos, presbitero colombiano († 1926)
- 14 ottobre - Otto Michael Ludwig Leichtenstern, medico tedesco († 1900)
- 14 ottobre - Albert Maignan, pittore e illustratore francese († 1908)
- 15 ottobre - Edoardo Perino, tipografo e editore italiano († 1895)
- 15 ottobre - Torquato Taramelli, geologo italiano († 1922)
- 17 ottobre - Franz Ehrle, cardinale, archivista e bibliotecario tedesco († 1934)
- 18 ottobre - Fedele Albanese, giornalista e patriota italiano († 1882)
- 21 ottobre - Ulises Heureaux, politico dominicano († 1899)
- 22 ottobre - Albert Cim, romanziere e bibliografo francese († 1924)
- 22 ottobre - Pratap Singh, indiano († 1922)
- 23 ottobre - George Saintsbury, scrittore, storico e critico letterario inglese († 1933)
- 23 ottobre - Mario Fani, politico italiano († 1869)
- 24 ottobre - Russell Bassett, attore statunitense († 1918)
- 24 ottobre - Antonio Marazzi, diplomatico e antropologo italiano († 1931)
- 24 ottobre - Melchior Neumayr, geologo e paleontologo austriaco († 1890)
- 25 ottobre - Benedetto Scillamà, politico e magistrato italiano († 1918)
- 26 ottobre - Kyrillos II, arcivescovo ortodosso e politico cipriota († 1916)
- 26 ottobre - Franz Rühl, storico tedesco († 1915)
- 27 ottobre - Michele Cardella, vescovo cattolico italiano († 1916)
- 28 ottobre - Sigmund von Wróblewski, fisico e chimico polacco († 1888)
- 29 ottobre - Antonin Mercié, scultore e pittore francese († 1916)
- 30 ottobre - Carl Anton Ewald, medico tedesco († 1915)
- 30 ottobre - Giovanni Battista Fedolfi, patriota e musicista italiano († 1932)
- 30 ottobre - Enrique María Repullés, architetto spagnolo († 1922)
- 31 ottobre - Maria Luisa d'Asburgo-Lorena, nobile († 1917)

## Novembre(35)
- 1º novembre - Sigismondo Gorazdowski, presbitero polacco († 1920)
- 1º novembre - Sámuel Teleki, esploratore austro-ungarico († 1916)
- 2 novembre - Paolo Spingardi, generale, politico e dirigente sportivo italiano († 1918)
- 3 novembre - Inoue Yoshika, ammiraglio giapponese († 1929)
- 3 novembre - Edward Douglass White, politico e giurista statunitense († 1921)
- 4 novembre - Thomas Barlow, medico inglese († 1945)
- 4 novembre - Pietro d'Orléans, ufficiale e viaggiatore francese († 1919)
- 5 novembre - Gustavo Simoni, pittore italiano († 1926)
- 6 novembre - Beniamino Cesi, pianista e compositore italiano († 1907)
- 7 novembre - Ottavio Cagiano de Azevedo, cardinale italiano († 1927)
- 8 novembre - Emilio Stramucci, architetto italiano († 1926)
- 9 novembre - Thomas Humphry Ward, scrittore e giornalista britannico († 1926)
- 10 novembre - John Thompson, politico canadese († 1894)
- 11 novembre - Jules Guesde, politico e giornalista francese († 1922)
- 11 novembre - Raffaele de Cesare, storico, giornalista e politico italiano († 1918)
- 14 novembre - Ulisse Dini, matematico e politico italiano († 1918)
- 14 novembre - Filiberto Petiti, pittore e incisore italiano († 1924)
- 15 novembre - Tina Blau, pittrice austriaca († 1916)
- 15 novembre - Gustave Cunéo d'Ornano, politico, avvocato e nobile francese († 1906)
- 17 novembre - Édouard Dessommes, scrittore statunitense († 1908)
- 17 novembre - Maria di Hohenzollern-Sigmaringen, principessa († 1912)
- 19 novembre - Gianpietro Talamini, giornalista italiano († 1934)
- 19 novembre - Maria Waldmann, mezzosoprano austriaca († 1920)
- 21 novembre - Giovanni Battista Alton, scrittore austro-ungarico († 1900)
- 21 novembre - Otto Warth, architetto e docente tedesco († 1918)
- 23 novembre - Laura Battista, poetessa italiana († 1884)
- 23 novembre - Karl Begas, scultore tedesco († 1916)
- 24 novembre - Giuseppe Cairati, musicista e direttore d'orchestra italiano († 1915)
- 25 novembre - Eça de Queiroz, giornalista, diplomatico e scrittore portoghese († 1900)
- 26 novembre - Alice Claypoole Gwynne, filantropa statunitense († 1934)
- 26 novembre - Johan August Ekman, arcivescovo luterano e teologo svedese († 1913)
- 26 novembre - Facundo Machaín, politico paraguaiano († 1877)
- 29 novembre - Giulio Salvatore Del Vecchio, statistico italiano († 1917)
- 29 novembre - Andrea Jordán, arcivescovo cattolico italiano († 1905)
- 29 novembre - Maurice-Henri Weil, storico francese († 1924)

## Dicembre(33)
- 1º dicembre - Niijima Yae, samurai, docente e infermiera giapponese († 1932)
- 2 dicembre - Évariste Carpentier, pittore belga († 1922)
- 3 dicembre - Barbara Micarelli, religiosa italiana († 1909)
- 5 dicembre - Giacomo Ginotti, scultore italiano († 1897)
- 7 dicembre - Ludwig Lichtheim, neurologo e medico tedesco († 1928)
- 7 dicembre - Petra Pérez Florido, religiosa spagnola († 1906)
- 7 dicembre - Aurel Voss, matematico tedesco († 1931)
- 8 dicembre - Herbert Giles, orientalista inglese († 1935)
- 8 dicembre - Giuseppe Guzzardi, pittore italiano († 1914)
- 8 dicembre - Thomas Edward Thorpe, chimico britannico († 1925)
- 9 dicembre - Giovanni Pelleschi, ingegnere italiano († 1922)
- 10 dicembre - Wilhelm von Bode, storico dell'arte tedesco († 1929)
- 11 dicembre - Spiridione Brusina, zoologo croato († 1909)
- 11 dicembre - Dallas Stoudenmire, pistolero statunitense († 1882)
- 12 dicembre - Fanny Churberg, pittrice finlandese († 1892)
- 12 dicembre - Johann Albert von Regel, medico, botanico e archeologo svizzero († 1908)
- 14 dicembre - André Bastelica, operaio francese († 1884)
- 17 dicembre - Pietro Bertarelli, politico italiano († 1922)
- 17 dicembre - George Francis Hamilton, nobile, militare e politico britannico († 1927)
- 18 dicembre - Ioannis Fokianos, ginnasta e dirigente sportivo greco († 1896)
- 18 dicembre - Nikola Pašić, politico serbo († 1926)
- 19 dicembre - Henri Joseph Anastase Perrotin, astronomo francese († 1904)
- 20 dicembre - Franz Toula, geologo, mineralogista e paleontologo austriaco († 1920)
- 22 dicembre - Luigi Loir, pittore e illustratore francese († 1916)
- 23 dicembre - Gustave Ador, politico svizzero († 1928)
- 23 dicembre - Louis Adolphus Duhring, dermatologo statunitense († 1913)
- 24 dicembre - Natale Attanasio, pittore, scenografo e illustratore italiano († 1923)
- 24 dicembre - Salvatore Auteri Manzocchi, compositore italiano († 1924)
- 24 dicembre - Fernand Cormon, pittore francese († 1924)
- 24 dicembre - Giorgio I di Grecia, re († 1913)
- 25 dicembre - Karl Reimer, chimico tedesco († 1883)
- 27 dicembre - Raffaele Faccioli, pittore italiano († 1916)
- 27 dicembre - Charles Gordon-Lennox, VII duca di Richmond, nobile e politico britannico († 1928)

## Senza giorno specificato(52)
- Manuel Aranda San Juan, ingegnere e traduttore spagnolo († 1900)
- Moše ben Rafael Attias, islamista e storico bosniaco († 1916)
- Charles Burton Barber, pittore inglese († 1894)
- Adolfo Belimbau, pittore italiano († 1938)
- Gerardo Bianchi, pittore italiano († 1922)
- Ernest-Adolphe Bichat, fisico francese († 1905)
- Henry Bradley, filologo britannico († 1923)
- William Brocius, pistolero statunitense († 1882)
- Enrico Carli, ingegnere italiano († 1898)
- Giulio De Angelis, architetto italiano († 1906)
- Nikolaos Deligiannis, politico greco († 1910)
- Ferdinand Dutert, architetto francese († 1906)
- Edadil Kadin, principessa abcasa († 1875)
- Elías Fernández Albano, avvocato e politico cileno († 1910)
- James A. Furey, attore, cantante e impresario teatrale statunitense († 1922)
- Antonio Galassi, baritono italiano († 1904)
- Cayetano Domingo Grossi, serial killer italiano († 1900)
- Hermann Grotefend, storico tedesco († 1931)
- Albert Hauck, storico tedesco († 1918)
- Stefano Interdonato, drammaturgo e librettista italiano († 1896)
- Iosif Ivanovici, clarinettista, direttore d'orchestra e compositore rumeno († 1902)
- Khwaja Ghulam Farid, scrittore indiano († 1901)
- Aleksandra Petrovna Lanskaja, nobildonna russa († 1919)
- Andrea Lo Forte Randi, scrittore italiano († 1915)
- Lobengula, re († 1894)
- William Marshall, zoologo tedesco († 1907)
- Evaristo Mauri, fotografo italiano († 1907)
- Vincenzo Melchiorre, orafo, imprenditore e gioielliere italiano († 1925)
- Comingio Merculiano, pittore e illustratore italiano († 1915)
- Ludwig Andreas Olsen, marinaio e militare norvegese († 1886)
- Quanah Parker, condottiero nativo americano († 1911)
- Hasan Tahsin Pascià, ufficiale e militare ottomano († 1918)
- Frederick Pollock, giurista e storico inglese († 1937)
- Eugène Revillout, egittologo francese († 1913)
- Joseph Rickaby, presbitero e filosofo inglese († 1932)
- Eduard Riecke, fisico tedesco († 1915)
- Antoni Rovira i Rabassa, architetto spagnolo († 1919)
- Angelo Savoldi, architetto italiano († 1916)
- Alfredo Tartarini, decoratore italiano († 1905)
- Eugène Thivier, scultore francese († 1920)
- Celestino Turletti, pittore e incisore italiano († 1904)
- Giuseppe Vitali, militare e inventore italiano († 1921)
- Heinrich Vogl, tenore tedesco († 1900)
- Therese Vogl, soprano tedesco († 1921)
- Ioannis Zacharias, pittore greco († 1873)
- Alexander Zick, pittore e illustratore tedesco († 1907)
- Nikolaj Nikolaevič Zlatovratskij, scrittore russo († 1911)
- José Paranhos, barone di Rio Branco, politico, geografo e diplomatico brasiliano († 1912)
- Enrique de Aguilera y Gamboa, politico spagnolo († 1922)
- Crescenzo Di Maio, attore e commediografo italiano († 1935)
- Amelia di Uvea, regina († 1895)
- Abd al-Rahman bin Faysal Al Sa'ud, sovrano († 1928)